# Primera División 1959/60
Die Primera División 1959/60 war die 29. Spielzeit der höchsten spanischen Fußballliga. Sie startete am 13. September 1959 und endete am 17. April 1960.

## Vor der Saison
- Als Titelverteidiger ging der siebenfache Meister CF Barcelona ins Rennen. Letztjähriger Vizemeister wurde Real Madrid.
- Aufgestiegen aus der Segunda División sind FC Elche und Real Valladolid.

## Vereine
| Verein            | Stadt         | Stadion                       |
| ----------------- | ------------- | ----------------------------- |
| CF Barcelona      | Barcelona     | Camp Nou                      |
| Español Barcelona | Barcelona     | Estadi Sarrià                 |
| Atlético Bilbao   | Bilbao        | Estadio San Mamés             |
| FC Elche          | Elche         | Camp de Altabix               |
| FC Granada        | Granada       | Estadio des Los Cármenes      |
| UD Las Palmas     | Las Palmas    | Estadio Insular               |
| Real Madrid       | Madrid        | Estadio Santiago Bernabéu     |
| Atlético Madrid   | Madrid        | Estadio Metropolitano         |
| Real Oviedo       | Oviedo        | Estadio Carlos Tartiere       |
| CA Osasuna        | Pamplona      | Estadio San Juan              |
| Real Saragossa    | Saragossa     | La Romareda                   |
| Real Sociedad     | San Sebastián | Estadio de Atotxa             |
| Betis Sevilla     | Sevilla       | Estadio Benito Villamarín     |
| FC Sevilla        | Sevilla       | Estadio Ramón Sánchez Pizjuán |
| FC Valencia       | Valencia      | Estadio Mestalla              |
| Real Valladolid   | Valladolid    | Estadio José Zorrilla         |

## Abschlusstabelle
| Pl. | Verein              | Sp. | S  | U | N  | Tore    | Quote | Punkte |
| --- | ------------------- | --- | -- | - | -- | ------- | ----- | ------ |
| 1.  | CF Barcelona (M, P) | 30  | 22 | 2 | 6  | 086:280 | 3,07  | 46:14  |
| 2.  | Real Madrid         | 30  | 21 | 4 | 5  | 092:360 | 2,56  | 46:14  |
| 3.  | Atlético Bilbao     | 30  | 19 | 1 | 10 | 074:450 | 1,64  | 39:21  |
| 4.  | FC Sevilla          | 30  | 16 | 4 | 10 | 063:440 | 1,43  | 36:24  |
| 5.  | Atlético Madrid     | 30  | 15 | 3 | 12 | 059:400 | 1,48  | 33:27  |
| 6.  | Betis Sevilla       | 30  | 15 | 3 | 12 | 042:530 | 0,79  | 33:27  |
| 7.  | Real Oviedo         | 30  | 13 | 7 | 10 | 038:510 | 0,75  | 33:27  |
| 8.  | Español Barcelona   | 30  | 11 | 8 | 11 | 033:290 | 1,14  | 30:30  |
| 9.  | FC Valencia         | 30  | 11 | 6 | 13 | 037:330 | 1,12  | 28:32  |
| 10. | FC Elche (N)        | 30  | 11 | 5 | 14 | 041:640 | 0,64  | 27:33  |
| 11. | Real Saragossa      | 30  | 10 | 5 | 15 | 049:580 | 0,84  | 25:35  |
| 12. | FC Granada          | 30  | 10 | 5 | 15 | 038:520 | 0,73  | 25:35  |
| 13. | Real Valladolid (N) | 30  | 11 | 3 | 16 | 048:610 | 0,79  | 25:35  |
| 14. | Real Sociedad       | 30  | 10 | 3 | 17 | 041:610 | 0,67  | 23:37  |
| 15. | CA Osasuna          | 30  | 8  | 2 | 20 | 042:750 | 0,56  | 18:42  |
| 16. | UD Las Palmas       | 30  | 5  | 3 | 22 | 024:770 | 0,31  | 13:47  |

Platzierungskriterien: 1. Punkte – 2. Direkter Vergleich  – 3. Torquotient – 4. geschossene Tore
| (M) | amtierender Meister              |
| (P) | amtierender Pokalsieger          |
| (N) | Neuaufsteiger der letzten Saison |

## Kreuztabelle
| 1959/60           | CF Barcelona | Real Madrid | Atlético Bilbao |     |     | Betis Sevilla | Real Oviedo | Español Barcelona | FC Valencia | FC Elche | Real Saragossa | FC Granada | Real Valladolid | Real Sociedad | CA Osasuna | UD Las Palmas |
| ----------------- | ------------ | ----------- | --------------- | --- | --- | ------------- | ----------- | ----------------- | ----------- | -------- | -------------- | ---------- | --------------- | ------------- | ---------- | ------------- |
| CF Barcelona      |              | 3:1         | 4:1             | 5:0 | 2:1 | 6:0           | 3:1         | 1:0               | 2:1         | 2:0      | 5:0            | 5:4        | 5:1             | 3:0           | 6:0        | 8:0           |
| Real Madrid       | 2:0          |             | 3:1             | 1:0 | 3:2 | 7:1           | 8:1         | 4:0               | 2:1         | 11:2     | 2:1            | 6:0        | 1:0             | 4:0           | 7:0        | 2:0           |
| Atlético Bilbao   | 4:1          | 1:3         |                 | 2:5 | 5:2 | 4:1           | 6:0         | 2:0               | 2:0         | 5:0      | 3:1            | 3:0        | 4:3             | 4:0           | 4:1        | 4:1           |
| FC Sevilla        | 0:3          | 4:1         | 5:0             |     | 3:0 | 2:1           | 0:1         | 0:0               | 1:1         | 4:1      | 1:0            | 2:0        | 5:0             | 3:0           | 3:1        | 3:2           |
| Atlético Madrid   | 0:1          | 3:3         | 0:1             | 3:2 |     | 6:1           | 4:0         | 3:1               | 0:0         | 5:1      | 1:1            | 0:2        | 2:3             | 3:0           | 1:2        | 3:0           |
| Betis Sevilla     | 0:3          | 1:0         | 1:0             | 1:4 | 1:4 |               | 3:0         | 2:1               | 2:0         | 2:2      | 1:2            | 3:2        | 0:0             | 3:0           | 3:0        | 2:1           |
| Real Oviedo       | 2:0          | 1:1         | 2:0             | 2:3 | 1:0 | 1:0           |             | 1:0               | 0:0         | 1:1      | 5:0            | 2:2        | 2:1             | 2:1           | 2:1        | 1:0           |
| Español Barcelona | 0:1          | 1:1         | 1:0             | 3:1 | 2:0 | 1:1           | 1:1         |                   | 0:2         | 3:0      | 2:1            | 3:0        | 2:0             | 4:2           | 2:1        | 0:0           |
| FC Valencia       | 2:0          | 2:1         | 3:2             | 3:3 | 0:1 | 1:2           | 1:1         | 0:0               |             | 1:0      | 4:0            | 2:0        | 1:0             | 3:0           | 3:0        | 1:0           |
| FC Elche          | 2:1          | 1:5         | 0:1             | 3:2 | 3:4 | 1:3           | 1:0         | 1:0               | 2:1         |          | 5:0            | 1:0        | 2:1             | 3:2           | 2:1        | 0:0           |
| Real Saragossa    | 3:1          | 2:2         | 1:2             | 2:2 | 0:1 | 2:1           | 1:2         | 1:1               | 3:1         | 2:1      |                | 6:2        | 4:0             | 4:1           | 1:1        | 6:2           |
| FC Granada        | 0:0          | 3:4         | 3:2             | 0:1 | 1:0 | 1:2           | 0:0         | 1:0               | 1:0         | 0:0      | 2:1            |            | 3:0             | 0:0           | 2:1        | 5:1           |
| Real Valladolid   | 1:4          | 3:1         | 2:2             | 3:1 | 0:1 | 0:1           | 3:0         | 1:1               | 3:2         | 1:0      | 2:1            | 3:2        |                 | 4:1           | 5:1        | 5:0           |
| Real Sociedad     | 0:0          | 1:3         | 1:3             | 2:0 | 0:3 | 1:0           | 6:2         | 0:2               | 2:0         | 4:2      | 1:0            | 1:0        | 4:2             |               | 4:1        | 6:0           |
| CA Osasuna        | 2:3          | 1:2         | 1:4             | 1:2 | 1:3 | 0:1           | 4:3         | 1:0               | 2:1         | 1:3      | 2:3            | 2:0        | 4:1             | 1:1           |            | 4:1           |
| UD Las Palmas     | 0:8          | 0:1         | 0:2             | 2:1 | 0:3 | 1:2           | 0:1         | 0:2               | 1:0         | 1:1      | 2:0            | 1:2        | 4:0             | 2:0           | 2:4        |               |

### Relegation
|                 | Gesamt |            | Hinspiel | Rückspiel |
| --------------- | ------ | ---------- | -------- | --------- |
| Real Valladolid | 7:2    | Celta Vigo | 2:2      | 5:0       |
| Real Sociedad   | *2:2*  | FC Córdoba | 2:1      | 0:1       |

- Real Sociedad gewann das Entscheidungsspiel gegen den FC Córdoba mit 1:0

## Nach der Saison
Internationale Wettbewerbe
- 1. – CF Barcelona – Europapokal der Landesmeister
- Titelverteidiger des Europapokals der Landesmeister – Real Madrid – Europapokal der Landesmeister

Absteiger in die Segunda División
- 14. – CA Osasuna
- 15. – UD Las Palmas

Aufsteiger in die Primera División
- Real Santander
- RCD Mallorca

## Pichichi-Trophäe
Die Pichichi-Trophäe wird jährlich für den besten Torschützen der Spielzeit vergeben.
| Pl. | Nat.          | Spieler          | Verein          | Tore |
| --- | ------------- | ---------------- | --------------- | ---- |
| 1   | Ungarn 1957   | Ferenc Puskás    | Real Madrid     | 26   |
| 2   | Paraguay 1954 | Eulogio Martínez | CF Barcelona    | 24   |
| 3   | Spanien 1945  | Eneko Arieta     | Atlético Bilbao | 19   |
| 4   | Spanien 1945  | Joaquín Peiró    | Atlético Madrid | 17   |
| 5   | Spanien 1945  | Félix Marcaida   | Atlético Bilbao | 15   |

## Die Meistermannschaft des CF Barcelona
| 1.           | CF Barcelona |
| CF Barcelona | - Tor: Antoni Ramallets (27/-); Carlos Medrano (4/-);Juan Antonio Celdrán (1/-); - Abwehr: Joaquim Brugué (2/-); Isidro Flotats (3/-); Enric Gensana (22/6); Sígfrid Gràcia (28/-); José Pintó (8/-); Rodrí (26/-); Lorenzo Rifé (1/-); Joan Segarra (24/3) - Mittelfeld: Ferran Olivella (20/1); Enrique Ribelles (3/-); Luis Suárez (23/13); Martín Vergés (17/5) - Sturm: Luis Coll (10/-); Zoltán Czibor (10/6); Evaristo (24/14); Sándor Kocsis (9/3); László Kubala (12/7); Eulogio Martínez (24/24); Suco (3/1); Justo Tejada (13/-); Ramón Villaverde (18/3) - Trainer: Helenio Herrera, später Enric Rabassa |